# Prisomera canna
Prisomera canna är en insektsart som först beskrevs av Haan 1842.  Prisomera canna ingår i släktet Prisomera och familjen Phasmatidae. Inga underarter finns listade i Catalogue of Life.